# Летендр, Паскаль
Паска́ль Лете́ндр (англ. Pascale Letendre; род. 1980-е) — канадская кёрлингистка.

## Достижения
- Чемпионат Канады по кёрлингу среди женщин: серебро (2005).

## Команды
| Сезон   | Четвёртый       | Третий          | Второй          | Первый             | Запасной                             | Турниры           |
| ------- | --------------- | --------------- | --------------- | ------------------ | ------------------------------------ | ----------------- |
| 2003—04 | Cheryl McBain   | Jennifer Harvey | Паскаль Летендр | Trish Scharf       |                                      |                   |
| 2004—05 | Джен Ханна      | Паскаль Летендр | Дон Эскин       | Стефани Ханна      | Joelle Sabourin тренер: Robert Hanna | ЧК 2005           |
| 2005—06 | Паскаль Летендр | Jennifer Day    | Trish Scharf    | Jessica Barcauskas |                                      |                   |
| 2006—07 | Janet McGhee    | Паскаль Летендр | Ли Мерклингер   | Breanne Merklinger |                                      |                   |
| 2007—08 | Jennifer Day    | Allison Farrell | Паскаль Летендр | Trish Scharf       |                                      |                   |
| 2011—12 | Джен Ханна      | Паскаль Летендр | Стефани Ханна   | Trish Scharf       |                                      |                   |
| 2013—14 | Джен Ханна      | Паскаль Летендр | Стефани Ханна   | Lisa Paddle        |                                      |                   |
| 2014—15 | Джен Ханна      | Паскаль Летендр | Kellie Buchanan | Стефани Ханна      |                                      |                   |
| 2015—16 | Джен Ханна      | Brit O’Neill    | Стефани Ханна   | Карен Сэйгл        | Паскаль Летендр тренер: Robert Hanna | ЧК 2016 (6 место) |

(скипы выделены полужирным шрифтом)

## Частная жизнь
Работает лабораторной медсестрой в Городской больнице Оттавы.
Незамужем, двое детей.